# Ласковский, Иван Фёдорович
Иван Фёдорович Ласковский (1799—1855) — русский композитор, пианист.

Фортепианная музыка хотя и была затронута Глинкою, но первым фортепианным русским композитором следует признать покойного Ивана Фёдоровича Ласковского… Пьесы Ласковского предоставляют богатый материал для пианиста… За Ласковским непосредственно следуем мы.— Балакирев М. А. // Русская музыкальная газета. — 1910. — № 41

## Биография
Родился в дворянской семье (отец — обрусевший поляк, мать — русская). С раннего возраста обнаружил музыкальный талант, уже в 8 лет бегло разыгрывал на фортепиано довольно сложные сочинения. Систематического музыкального образования не получил; его учителями были Дж. Филд (фортепиано), И. К. Гунке и И. Габерцеттель — автор «Таблиц всех аккордов для облегчения гармонии и сочинения» (композиция).
Служил в Преображенском полку, в 1832 г. перешёл в гражданскую службу. Одновременно продолжал заниматься музыкой.
В 1820—1830-е гг. его имя становится широко известным музыкальному Петербургу. Этому способствовали концертные выступления Ласковского, а также появление в различных музыкальных сборниках его лирических фортепианных миниатюр. Пьесы быстро распространялись и становились популярными.
Среди друзей Ласковского были А. С. Пушкин, М. И. Глинка, А. С. Даргомыжский, М. Ю. Виельгорский, В. Ф. Одоевский. В его доме охотно играли гастролировавшие в России Ф. Лист, А. Вьетан, А. Серве, А. Гензельт.

### Семья
- Жена — Екатерина Павловна, баронесса Фредерикс (1795—1881). Похоронена на православном кладбище д. Палкеала (ныне рядом с д. Замостье Приозёрского района Ленинградской области).
  - Дочь — Анна Ивановна Ласковская (1825—1907), жена контр-адмирала, Начальника Камчатки (1845—1849) Ростислава Григорьевича Машина (1810—1866).
    - Внучка — Елизавета Ростиславовна Машина, в замужестве Мазурова.

  - Сын — Михаил Иванович Ласковский (1826—1850).
  - Сын — Николай Иванович Ласковский (1829—1877).
    - Внучка — Екатерина Николаевна Ласковская (1862—?)
    - Внук — Александр Николаевич Ласковский (1864—?)
    - Внук — Михаил Николаевич Ласковский (1870 — после 1920)
- Брат — Павел Фёдорович Ласковский.
  - Его дети — Фёдор (1843—1905), Василий (1845—1909), Николай.
- Брат — Фёдор Фёдорович Ласковский (1802—1870), военный инженер.
  - Его дети — Елизавета (1852—1861), Александра (1860—1861), Фёдор, Николай (1863—?), Мария, Надежда.
- Сестра — Александра Фёдоровна Ласковская, в замужестве Полянская.

## Творчество

### Пианист
Считался одним из лучших пианистов высшего петербургского общества. Выступал главным образом в домашних концертах, салонах. Исполнял преимущественно собственные произведения — баллады, этюды, вариации, мазурки, вальсы и др. Особое предпочтение отдавал музыке Бетховена. Его исполнительская манера отличалась задушевностью и теплотой, а также чувством меры, элегантностью и благородством.

### Композитор
Первые сочинения Ласковского для фортепиано (экосезы, мазурки, вальсы) напечатаны в журнале «Harpe du Nord» (СПб., 1822—1825).
В 1832 г. И. Ласковский вместе с Норовым издал «Лирический альбом», где, кроме сочинений М. И. Глинки, Норова, А. С. Грибоедова, были напечатаны и его собственные ноктюрн, скерцо, вальс и контрданс, любопытные в историческом отношении.
М. И. Глинка и А. С. Даргомыжский были высокого мнения о его творчестве. Глинка в 1839 году включил ряд фортепианных пьес Ласковского в издававшийся им музыкальный сборник.
Написал более 70 фортепианных пьес (22 мазурки, 13 вальсов, ноктюрны, скерцо, менуэты, песни без слов, этюды, балладу, вариации на две русских песни и др.), а также 4 струнных квартета, трио, тарантеллу для оркестра и другие камерные произведения. Основные сочинения для фортепиано (6 тетрадей) были изданы в 2-х томах после его смерти по инициативе и под редакцией М. А. Балакирева. 3-й струнный квартет был издан в 1947 г.; остальные камерные сочинения остались в рукописи.
Как композитор И. Ласковский развивал лирико-романтическое направление русской фортепианной музыки. Его произведения интонационно близки славянской народной песенности, в то же время в них ощущаются влияния К. М. Вебера, Ф. Шуберта, Ф. Шопена, Р. Шумана, Ф. Мендельсона. В фортепианных пьесах есть вкус, красота, изящество и счастливые мысли.
Умер 12 декабря 1855 года. Похоронен на русском городском кладбище в Кронштадте. Во второй четверти XX века старинные надгробия кладбища были утрачены. В настоящее время имя Ивана Ласковского выгравировано на мемориале "Кронштадтский некрополь", размещенного на кладбищенской стене.